# Japan i olympiska vinterspelen 1998
Japan deltog med 156 deltagare vid de olympiska vinterspelen 1998 i Nagano. Totalt vann de fem guldmedaljer, en silvermedalj och fyra bronsmedaljer.

## Medaljer

### Guld
- Hiroyasu Shimizu – Skridskor, 500 meter.
- Tae Satoya – Freestyle, puckelpist.
- Takafumi Tishitani – Short track, 500 meter.
- Kazuyoshi Funaki – Backhoppning, stor backe.
- Takanobu Okabe, Hiroya Saitō, Masahiko Harada och Kazuyoshi Funaki – Backhoppning, lagtävling.

### Silver
- Kazuyoshi Funaki – Backhoppning, normal backe.

### Brons
- Hiroyasu Shimizu – Skridskor, 1 000 meter.
- Tomomi Okazaki – Skridskor, 500 meter.
- Hitoshi Uematsu – Short track, 500 meter.
- Masahiko Harada – Backhoppning, stor backe.